# Hockey op de Olympische Zomerspelen 2000
Hockey is een van de sporten die beoefend werden tijdens de Olympische Zomerspelen 2000 in Sydney.
Na Atlanta was het Nederlandse mannenteam opnieuw favoriet. De mannen wisten die rol waar te maken en pakten goud. De Nederlandse vrouwen kwamen net te kort en haalden brons.
België plaatste zich niet; noch bij de mannen, noch bij de vrouwen.

## Heren
De 12 deelnemende teams werden over twee groepen verdeeld, die een halve competitie speelden, de groepwinnaars en de nummers 2 plaatsten zich voor de halve finales, nummers 3 en 4 voor de strijd om de 5de plaats.

### Voorronde

#### Groep A
| datum        | tijd  | land             | uitslag | land             |
| ------------ | ----- | ---------------- | ------- | ---------------- |
| 16 september | 13:30 | Nederland        | 4 – 2   | Groot-Brittannië |
| 16 september | 18:30 | Canada           | 2 – 2   | Pakistan         |
| 16 september | 20:30 | Maleisië         | 0 – 1   | Duitsland        |
| 18 september | 10:30 | Nederland        | 0 – 0   | Maleisië         |
| 18 september | 13:30 | Groot-Brittannië | 1 – 8   | Pakistan         |
| 18 september | 15:30 | Duitsland        | 2 – 1   | Canada           |
| 20 september | 13:30 | Nederland        | 5 – 2   | Canada           |
| 20 september | 15:30 | Maleisië         | 2 – 2   | Groot-Brittannië |
| 21 september | 15:30 | Duitsland        | 1 – 1   | Pakistan         |
| 23 september | 13:30 | Maleisië         | 2 – 2   | Pakistan         |
| 23 september | 20:30 | Nederland        | 2 – 2   | Duitsland        |
| 24 september | 19:00 | Groot-Brittannië | 1 – 1   | Canada           |
| 26 september | 10:30 | Maleisië         | 1 – 1   | Canada           |
| 26 september | 15:30 | Nederland        | 0 – 2   | Pakistan         |
| 26 september | 18:30 | Duitsland        | 1 – 2   | Groot-Brittannië |

| Rang | Land             | Wed | W | G | V | DV | DT |    | Ptn |
| ---- | ---------------- | --- | - | - | - | -- | -- | -- | --- |
| 1    | Pakistan         | 5   | 2 | 3 | 0 | 15 | 6  | 9  | 9   |
| 2    | Nederland        | 5   | 2 | 2 | 1 | 11 | 8  | 3  | 8   |
| 3    | Duitsland        | 5   | 2 | 2 | 1 | 7  | 6  | 1  | 8   |
| 4    | Groot-Brittannië | 5   | 1 | 2 | 2 | 8  | 16 | -8 | 5   |
| 5    | Maleisië         | 5   | 0 | 4 | 1 | 5  | 6  | -1 | 4   |
| 6    | Canada           | 5   | 0 | 3 | 2 | 7  | 11 | -4 | 3   |

#### Groep B
| datum        | tijd  | land       | uitslag | land       |
| ------------ | ----- | ---------- | ------- | ---------- |
| 16 september | 15:30 | Spanje     | 1 – 1   | Zuid-Korea |
| 17 september | 8:30  | Australië  | 4 – 0   | Polen      |
| 17 september | 10:30 | Argentinië | 0 – 3   | India      |
| 19 september | 10:30 | Spanje     | 1 – 4   | Polen      |
| 19 september | 18:30 | Argentinië | 2 – 2   | Zuid-Korea |
| 19 september | 20:30 | Australië  | 2 – 2   | India      |
| 21 september | 8:30  | Zuid-Korea | 2 – 0   | India      |
| 21 september | 10:30 | Argentinië | 5 – 5   | Polen      |
| 21 september | 13:30 | Spanje     | 2 – 2   | Australië  |
| 23 september | 15:30 | Spanje     | 2 – 3   | India      |
| 23 september | 18:30 | Australië  | 2 – 1   | Argentinië |
| 24 september | 21:00 | Polen      | 2 – 3   | Zuid-Korea |
| 25 september | 8:30  | Spanje     | 1 – 5   | Argentinië |
| 26 september | 13:30 | Australië  | 2 – 1   | Zuid-Korea |
| 26 september | 20:30 | Polen      | 1 – 1   | India      |

| Rang | Land       | Wed | W | G | V | DV | DT |    | Ptn |
| ---- | ---------- | --- | - | - | - | -- | -- | -- | --- |
| 1    | Australië  | 5   | 3 | 2 | 0 | 12 | 6  | 6  | 11  |
| 2    | Zuid-Korea | 5   | 2 | 2 | 1 | 9  | 7  | 2  | 8   |
| 3    | India      | 5   | 2 | 2 | 1 | 9  | 7  | 2  | 8   |
| 4    | Argentinië | 5   | 1 | 2 | 2 | 13 | 13 | 0  | 5   |
| 5    | Polen      | 5   | 1 | 2 | 2 | 12 | 14 | -2 | 5   |
| 6    | Spanje     | 5   | 0 | 2 | 3 | 7  | 15 | -8 | 2   |

### Plaatsingswedstrijden

#### 9de t/m 12de plaats
| datum        | tijd  | land     | uitslag | land   |
| ------------ | ----- | -------- | ------- | ------ |
| 27 september | 20:30 | Maleisië | 0 – 1   | Spanje |
| 28 september | 17:30 | Canada   | 3 – 2   | Polen  |

#### 11de-12de plaats
| datum        | tijd  | land     | uitslag | land  |
| ------------ | ----- | -------- | ------- | ----- |
| 30 september | 11:30 | Maleisië | 3 – 2   | Polen |

#### 9de-10de plaats
| datum        | tijd  | land   | uitslag | land   |
| ------------ | ----- | ------ | ------- | ------ |
| 30 september | 14:00 | Spanje | 3 – 0   | Canada |

#### 5de t/m 8ste plaats
| datum        | tijd  | land             | uitslag | land       |
| ------------ | ----- | ---------------- | ------- | ---------- |
| 28 september | 9:00  | Groot-Brittannië | 2 – 1   | India      |
| 28 september | 10:30 | Duitsland        | 6 – 2   | Argentinië |

#### 7de-8ste plaats
| datum        | tijd  | land  | uitslag | land       |
| ------------ | ----- | ----- | ------- | ---------- |
| 29 september | 11:30 | India | 3 – 1   | Argentinië |

#### 5de-6de plaats
| datum        | tijd  | land             | uitslag | land      |
| ------------ | ----- | ---------------- | ------- | --------- |
| 29 september | 14:00 | Groot-Brittannië | 0 – 4   | Duitsland |

### Halve Finales
| datum        | tijd  | land      | uitslag | land       |
| ------------ | ----- | --------- | ------- | ---------- |
| 28 september | 14:00 | Pakistan  | 0 – 1   | Zuid-Korea |
| 28 september | 20:00 | Nederland | 0 – 0   | Australië  |

Nederland wint na verlengingen de strafballenserie met 5-4.

### Bronzen Finale
| datum        | tijd  | land     | uitslag | land      |
| ------------ | ----- | -------- | ------- | --------- |
| 30 september | 17:30 | Pakistan | 3 – 6   | Australië |

### Finale
| datum        | tijd  | land       | uitslag | land      |
| ------------ | ----- | ---------- | ------- | --------- |
| 30 september | 20:00 | Zuid-Korea | 3 – 3   | Nederland |

Nederland wint na verlengingen de strafballenserie met 5-4.

### Eindrangschikking
| rang   | land | sporter(s) |
| ------ | ---- | --- |
| Goud   | NED  | Ronald Jansen, Bram Lomans, Diederik van Weel, Erik Jazet, Peter Windt, Wouter van Pelt, Sander van der Weide, Jacques Brinkman, Piet-Hein Geeris, Stephan Veen, Marten Eikelboom, Jeroen Delmee, Guus Vogels, Teun de Nooijer, Remco van Wijk, Jaap-Derk Buma                                                                                    |
| Zilver | KOR  | Kim Yoon, Ji Seong-hwan, Seo Jong-ho, Kim Chel-hwan, Kim Yong-bae, Han Hyung-bae, Kim Kyung-seok, Kim Jung-chul, Song Seung-tae, Kang Keon-wook, Hwang Jong-hyun, Lim Jung-woo, Jeon Jong-ha, Jeon Hong-kwon, Yeo Woon-kon, Lim Jong-chun |
| Brons  | AUS  | Michael Brennan, Adam Commens, Jason Duff, Troy Elder, James Elmer, Damon Diletti, Lachlan Dreher, Paul Gaudoin, Jay Stacy, Daniel Sproule, Stephen Davies, Michael York, Craig Victory, Stephen Holt, Matthew Wells, Brent Livermore |
| 4      | PAK  | Ahmad Alam, Ali Raza, Tariq Imran, Irfan Yousaf, Imran Yousaf, Waseem Ahmad, Mohammad Nadeem, Atif Bashir, Kamran Ashraf, Mohammad Sarwar, Mohammad Qasim, Sohail Abbas, Mohammad Shafqat, Sameer Hussain, Kashif Javad, Muhammad Anis |
| 5      | GER  | Christopher Reitz, Clemens Arnold, Philipp Crone, Christian Wein, Björn Michel, Sascha Reinelt, Oliver Domke, Christoph Eimer, Björn Emmerling, Christoph Bechmann, Michael Green, Tibor Weißenborn, Florian Kunz, Christian Mayerhöfer, Matthias Witthaus, Ulrich Moissl                                                                         |
| 6      | GBR  | Simon Mason, David Luckes, Jon Wyatt, Julian Halls, Tom Bertram, Craig Parnham, Guy Fordham, Ben Sharpe, Mark Pearn, Jimmy Wallis, Brett Garrard, Bill Waugh, Daniel Hall, Michael Johnson, Calum Giles, David Hacker |
| 7      | IND  | Devesh Chauhan, Dilip Tirkey, Lazarus Barla, Baljit Singh Saini, Thirumal Valavan, Ramandeep Singh, Mukesh Kumar Nandanoori, Mohammed Riaz, Dhanraj Pillay, Baljit Singh Dhillon, Sameer Dad, Jude Menezes, Deepak Thakur, Gagan Ajit Singh, Sukhbir Singh Gill, Dinesh Nayak                                                                     |
| 8      | ARG  | Pablo Moreira, Juan Pablo Hourquebie, Máximo Pellegrino, Matias Vila, Ezequiel Paulón, Mariano Chao, Mario Almada, Carlos Retegui, Rodrigo Vila, Tomás MacCormik, Santiago Capurro, Marcos Riccardi, Jorge Lombi, Fernando Zylberberg, Germán Orozco, Fernando Oscaris                                                                            |
| 9      | ESP  | Ramón Jufresa, Bernardino Herrera, Joaquín Malgosa, Jaime Amat, Kiko Fábregas, Juan Escarré, Jordi Casas, Pablo Amat, Eduardo Tubau, Javier Arnau, Ramón Sala, Juan Dinarés, Josep Sánchez, Pablo Usoz, Xavier Ribas, Rodrigo Garza |
| 10     | CAN  | Hari Kant, Mike Mahood, Ian Bird, Alan Brahmst, Robin D'Abreo, Chris Gifford, Andrew Griffiths, Ken Pereira, Scott Mosher, Peter Milkovich, Bindi Kullar, Rob Short, Ronnie Jagday, Sean Campbell, Paul Wettlaufer, Ravi Kahlon |
| 11     | MAS  | Roslan Jamaluddin, Singh Maninderjit, Chua Boon Huat, Gobinathan Krishnamurthy, Kuhan Shanmuganathan, Nor Azlan Bakar, Chairil Anwar Abdul Aziz, Mohan Jiwa, Mohammed Madzli Ikmar, Ibrahim Suhaimi, Nor Saiful Zaini Nasiruddin, Keevan Raj Kalikavandan, Mirnawan Nawawi, Calvin Fernandez, Abdul Rahman Shaiful Azli, Ibrahim Mohammed Nasihin |
| 12     | POL  | Paweł Sobczak, Paweł Jakubiak, Dariusz Małecki, Tomasz Szmidt, Robert Grzeszczak, Zbigniew Juszczak, Rafał Grotowski, Krzysztof Wybieralski, Tomasz Choczaj, Piotr Mikuła, Tomasz Cichy, Dariusz Marcinkowski, Łukasz Wybieralski, Aleksander Korcz, Eugeniusz Gaczkowski, Marcin Pobuta                                                          |

## Dames
De 10 deelnemende teams werden over twee groepen verdeeld, die een halve competitie speelden, de nummers 1 t/m 3 plaatsten zich voor de medailleronde, nummers 4 en 5 voor de strijd om de 7de plaats. De nummers 1 en 2 van de medailleronde plaatsten zich voor de finale, de nummers 3 en 4 voor de strijd om de bronzen medaille.

### Voorronde

#### Groep C
| datum        | tijd  | land             | uitslag | land             |
| ------------ | ----- | ---------------- | ------- | ---------------- |
| 16 september | 8:30  | Zuid-Korea       | 2 – 3   | Argentinië       |
| 17 september | 15:30 | Australië        | 2 – 1   | Groot-Brittannië |
| 17 september | 18:30 | Zuid-Korea       | 0 – 0   | Spanje           |
| 18 september | 18:30 | Groot-Brittannië | 0 – 1   | Argentinië       |
| 19 september | 15:30 | Australië        | 1 – 1   | Spanje           |
| 20 september | 10:30 | Zuid-Korea       | 2 – 2   | Groot-Brittannië |
| 20 september | 20:30 | Australië        | 3 – 1   | Argentinië       |
| 21 september | 20:30 | Argentinië       | 0 – 1   | Spanje           |
| 22 september | 15:30 | Australië        | 3 – 0   | Zuid-Korea       |
| 22 september | 20:30 | Groot-Brittannië | 2 – 0   | Spanje           |

| Rang | Land             | Wed | W | G | V | DV | DT |    | Ptn |
| ---- | ---------------- | --- | - | - | - | -- | -- | -- | --- |
| 1    | Australië        | 4   | 3 | 1 | 0 | 9  | 3  | 6  | 10  |
| 2    | Argentinië       | 4   | 2 | 0 | 2 | 5  | 6  | -1 | 6   |
| 3    | Spanje           | 4   | 1 | 2 | 1 | 2  | 3  | -1 | 5   |
| 4    | Groot-Brittannië | 4   | 1 | 1 | 2 | 5  | 5  | 0  | 4   |
| 5    | Zuid-Korea       | 4   | 0 | 2 | 2 | 4  | 8  | -4 | 2   |

#### Groep D
| datum        | tijd  | land          | uitslag | land          |
| ------------ | ----- | ------------- | ------- | ------------- |
| 16 september | 10:30 | Duitsland     | 1 – 1   | Nieuw-Zeeland |
| 17 september | 13:30 | Nederland     | 1 – 2   | China         |
| 17 september | 20:30 | Duitsland     | 2 – 1   | Zuid-Afrika   |
| 18 september | 20:30 | China         | 0 – 2   | Nieuw-Zeeland |
| 19 september | 13:30 | Nederland     | 2 – 2   | Zuid-Afrika   |
| 20 september | 8:30  | Duitsland     | 1 – 2   | China         |
| 20 september | 18:30 | Nederland     | 4 – 3   | Nieuw-Zeeland |
| 21 september | 18:30 | Nieuw-Zeeland | 1 – 0   | Zuid-Afrika   |
| 22 september | 13:30 | Nederland     | 2 – 2   | Duitsland     |
| 22 september | 18:30 | China         | 0 – 1   | Zuid-Afrika   |

| Rang | Land          | Wed | W | G | V | DV | DT |    | Ptn |
| ---- | ------------- | --- | - | - | - | -- | -- | -- | --- |
| 1    | Nieuw-Zeeland | 4   | 2 | 1 | 1 | 7  | 5  | 2  | 7   |
| 2    | China         | 4   | 2 | 0 | 2 | 4  | 5  | -1 | 6   |
| 3    | Nederland     | 4   | 1 | 2 | 1 | 9  | 9  | 0  | 5   |
| 4    | Duitsland     | 4   | 1 | 2 | 1 | 6  | 6  | 0  | 5   |
| 5    | Zuid-Afrika   | 4   | 1 | 1 | 2 | 4  | 5  | -1 | 4   |

### Plaatsingswedstrijden

#### 7de t/m 10de plaats
| datum        | tijd  | land             | uitslag | land        |
| ------------ | ----- | ---------------- | ------- | ----------- |
| 25 september | 10:30 | Groot-Brittannië | 3 – 2   | Zuid-Afrika |
| 25 september | 15:30 | Zuid-Korea       | 2 – 3   | Duitsland   |

#### 9de-10de plaats
| datum        | tijd | land        | uitslag | land       |
| ------------ | ---- | ----------- | ------- | ---------- |
| 27 september | 8:30 | Zuid-Afrika | 0 – 3   | Zuid-Korea |

#### 7de-8ste plaats
| datum        | tijd  | land             | uitslag | land      |
| ------------ | ----- | ---------------- | ------- | --------- |
| 27 september | 13:00 | Groot-Brittannië | 0 – 2   | Duitsland |

### Medailleronde
Onderlinge wedstrijden uit de voorronde telden mee voor de medailleronde.
| datum        | tijd  | land       | uitslag | land          |
| ------------ | ----- | ---------- | ------- | ------------- |
| 24 september | 11:00 | Spanje     | 0 – 0   | China         |
| 24 september | 14:00 | Argentinië | 3 – 1   | Nederland     |
| 24 september | 16:00 | Australië  | 3 – 0   | Nieuw-Zeeland |
| 25 september | 13:30 | Argentinië | 2 – 1   | China         |
| 25 september | 18:30 | Australië  | 5 – 0   | Nederland     |
| 25 september | 20:30 | Spanje     | 2 – 2   | Nieuw-Zeeland |
| 27 september | 11:00 | Spanje     | 1 – 2   | Nederland     |
| 27 september | 16:30 | Argentinië | 7 – 1   | Nieuw-Zeeland |
| 27 september | 18:30 | Australië  | 5 – 1   | China         |

| Rang | Land          | Wed | W | G | V | DV | DT |    | Ptn |
| ---- | ------------- | --- | - | - | - | -- | -- | -- | --- |
| 1    | Australië     | 5   | 4 | 1 | 0 | 17 | 3  | 14 | 13  |
| 2    | Argentinië    | 5   | 3 | 0 | 2 | 13 | 7  | 6  | 9   |
| 3    | Nederland     | 5   | 2 | 0 | 3 | 8  | 14 | -6 | 6   |
| 4    | Spanje        | 5   | 1 | 3 | 1 | 5  | 5  | 0  | 6   |
| 5    | China         | 5   | 1 | 1 | 3 | 4  | 10 | -6 | 4   |
| 6    | Nieuw-Zeeland | 5   | 1 | 1 | 3 | 8  | 16 | -8 | 4   |

### Bronzen Finale
| datum        | tijd  | land      | uitslag | land   |
| ------------ | ----- | --------- | ------- | ------ |
| 29 september | 17:30 | Nederland | 2 – 0   | Spanje |

### Finale
| datum        | tijd  | land      | uitslag | land       |
| ------------ | ----- | --------- | ------- | ---------- |
| 29 september | 20:00 | Australië | 3 – 1   | Argentinië |

### Eindrangschikking
| rang   | land | sporter(s) |
| ------ | ---- | --- |
| Goud   | AUS  | Alyson Annan, Juliet Haslam, Alison Peek, Claire Mitchell-Taverner, Kate Starre, Katie Allen, Lisa Carruthers, Rechelle Hawkes, Clover Maitland, Rachel Imison, Angie Skirving, Julie Towers, Renita Farrell, Jenny Morris, Katrina Powell, Nikki Hudson                                       |
| Zilver | ARG  | Mariela Antoniska, Soledad Garcia, Magdalena Aicega, María Paz Ferrari, Anabel Gambero, Ayelén Stepnik, Ines Arrondo, Luciana Aymar, Vanina Oñeto, Jorgelina Rimoldi, Karina Masotta, Paola Vukojicic, Laura Maiztegui, Mercedes Margalot, Maria de la Paz Hernandez, Cecilia Rognoni          |
| Brons  | NED  | Clarinda Sinnige, Macha van der Vaart, Julie Deiters, Fatima Moreira de Melo, Hanneke Smabers, Dillianne van den Boogaard, Margje Teeuwen, Mijntje Donners, Ageeth Boomgaardt, Myrna Veenstra, Minke Smabers, Carole Thate, Fleur van de Kieft, Suzan van der Wielen, Minke Booij, Daphne Touw |
| 4      | ESP  | Elena Carrión, Nuria Moreno, Amanda González, Carmen Barea, Sonia de Ignacio-Simo, María del Carmen Martín, Sonia Barrio, Silvia Muñoz, Luci Lopez, Mar Feito, Maider Tellería, Elena Urkizu, Begoña Larzabal, Erdoitza Goikoetxea, Cibeles Romero, Núria Camón                                |
| 5      | CHN  | Nie Ya Li, Long Feng Yu, Yang Hongbing, Liu Lijie, Cheng Hui, Shen Lihong, Huang Junxia, Yang Huiping, Yu Yali, Tang Chunling, Zhou Wanfeng, Hou Xiaolan, Ding Hongping, Cai Xuemei, Chen Zhaoxia, Wang Jiuyan                                                                                 |
| 6      | NZL  | Skippy Hamahona, Moira Senior, Kylie Foy, Sandy Bennett, Diana Weavers, Rachel Petrie, Anna Lawrence, Jenny Duck, Kate Trolove, Michelle Turner, Mandy Smith, Suzie Muirhead, Anne-Marie Irving, Helen Clarke, Caryn Paewai, Tina Bell-Kake                                                    |
| 7      | GER  | Julia Zwehl, Birgit Beyer, Denise Klecker, Tanja Dickenscheid, Nadine Ernsting-Krienke, Inga Möller, Natascha Keller, Friederike Barth, Britta Becker, Marion Rodewald, Heike Lätzsch, Katrin Kauschke, Simone Grässer, Fanny Rinne, Caroline Casaretto, Franziska Gude                        |
| 8      | GBR  | Carolyn Reid, Hilary Rose, Kristy Bowden, Jane Smith, Melanie Clewlow, Christine Cook, Kathryn Johnson, Lucilla Wright, Jane Sixsmith, Rhona Simpson, Denise Marston-Smith, Helen Henderson, Fiona Greenham, Pauline Stott, Kate Walsh, Mandy Nicholson                                        |
| 9      | KOR  | Park Yong-sook, Lee Sun-hwa, Kim Eun-jin, Kim Mi-hyun, Shin Mi-kyung, Bang Jin-hyuk, Kim Seong-eun, Kim Soo-jung, Oh Seung-shin, Kim Myung-ok, Lee Eun-young, Jung Hang-joo, Park Eun-kyung, Cho Bo-ra, Yoo Hee-joo, Oh Ko-woon                                                                |
| 10     | RSA  | Paola Vidulich, Inke van Wyk, Jacqueline Geyser, Carina van Zijl, Anli Kotze, Michele MacNaughton, Karen Roberts, Lindsey Carlisle, Karen Symons, Kerry Bee, Pietie Coetzee, Alison Dare, Luntu Ntloko, Marilyn Agliotti, Caryn Bentley, Susan Wessels                                         |

## Medaillespiegel
| Plaats | Land       | NOC    | Goud | Zilver | Brons | Totaal |
| ------ | ---------- | ------ | ---- | ------ | ----- | ------ |
| 1      | Australië  | AUS    | 1    | 0      | 1     | 2      |
| 1      | Nederland  | NED    | 1    | 0      | 1     | 2      |
| 3      | Argentinië | ARG    | 0    | 1      | 0     | 1      |
| 3      | Zuid-Korea | KOR    | 0    | 1      | 0     | 1      |
| Totaal | Totaal     | Totaal | 2    | 2      | 2     | 6      |

Londen 1908 · 
Antwerpen 1920 · 
Amsterdam 1928 · 
Los Angeles 1932 · 
Berlijn 1936 · 
Londen 1948 · 
Helsinki 1952 · 
Melbourne 1956 · 
Rome 1960 · 
Tokio 1964 · 
Mexico-stad 1968 · 
München 1972 · 
Montréal 1976 · 
Moskou 1980 · 
Los Angeles 1984 · 
Seoel 1988 · 
Barcelona 1992 · 
Atlanta 1996 · 
Sydney 2000 · 
Athene 2004 · 
Peking 2008 · 
Londen 2012 · 
Rio de Janeiro 2016 · 
Tokio 2020 · 
Parijs 2024 · 
Los Angeles 2028 
Medaillewinnaars
Atletiek · Badminton · Basketbal · Boksen · Boogschieten · Gewichtheffen · Gymnastiek · Handbal · Hockey · Honkbal · Judo · Kanovaren · Moderne vijfkamp · Paardensport · Roeien · Schermen · Schietsport · Schoonspringen · Softbal · Synchroonzwemmen · Taekwondo · Tafeltennis · Tennis · Triatlon · Voetbal · Volleybal · Waterpolo · Wielersport · Worstelen · Zeilen · Zwemmen